# Sporetus porcinus
Sporetus porcinus es una especie de escarabajo longicornio del género Sporetus, tribu Acanthocinini, subfamilia Lamiinae. Fue descrita científicamente por Bates en 1864.
La especie se mantiene activa durante el mes de noviembre.

## Descripción
Mide 5-5,83 milímetros de longitud.

## Distribución
Se distribuye por Brasil, Guayana Francesa y Perú.